# Липовка (Рогнединский район)
Липовка — исчезнувшая деревня в Рогнединском районе Брянской области. Входила в состав Рогнединского городского поселения. Упразднена в 2007 г.

## История
В 1964 году Указом Президиума ВС РСФСР деревня Пьяньково переименована в Липовку.

## Население
По данным переписи 2002 г в деревне отсутствовало постоянное население.